# Golden League 2018-2019 (handbal feminin)
Golden League 2018-2019 a fost a patra ediție a turneului amical Golden League organizat împreună de federațiile daneză, franceză și norvegiană de handbal. Precum edițiile anterioare, ediția 2018-2019 a fost și ea alcătuită din trei etape, prima desfășurată în Danemarca, a doua în Norvegia, iar a treia în Franța. În paralel a fost organizată și competiția masculină. Deși la competiție sunt invitate și alte echipe, clasamentul final se stabilește doar pentru cele trei echipe organizatoare. Câștigătoarea ediției 2018-2019 a fost Norvegia.

## Etapa I
Etapa I a întrecerii feminine s-a desfășurat în Danemarca, între 27 și 30 septembrie 2018, în orașele Viborg, Aarhus și Horsens. În afara Danemarcei, Franței și Norvegiei, echipele organizatoare, în etapa I a fost invitată să participe și Polonia.
Partidele au fost televizate de posturile TV2 Sport 2 și Sumo din Norvegia și de beIN SPORTS 3 din Franța.

### Săli
| Viborg                         | Aarhus                      | Horsens                       |
| Vibocold Arena 3.000 de locuri | Ceres Arena 5.000 de locuri | Forum Horsens 4.500 de locuri |
|                                |                             |                               |

### Partide
Desfășurarea partidelor și rezultatele:
| Echipa    | M | V | E | Î | GM | GP | G   | Pct |
| --------- | - | - | - | - | -- | -- | --- | --- |
| Norvegia  | 3 | 2 | 1 | 0 | 81 | 69 | +12 | 5   |
| Polonia   | 3 | 2 | 0 | 1 | 72 | 71 | +1  | 4   |
| Danemarca | 3 | 1 | 0 | 2 | 65 | 69 | −4  | 2   |
| Franța    | 3 | 0 | 1 | 2 | 59 | 68 | −9  | 1   |

Programul de desfășurare de mai jos respectă ora locală a Danemarcei. (UTC+1)
| 27 septembrie 2018 18:15 | Norvegia   | 34 – 27 | Polonia      | Vibocold Arena, Viborg Arbitri: Christiansen, Hesseldal |
| 27 septembrie 2018 18:15 | Skogrand 5 | (17–14) | Kobylińska 6 | Vibocold Arena, Viborg Arbitri: Christiansen, Hesseldal |
| 27 septembrie 2018 18:15 | 2×         | Raport  | 1×           | Vibocold Arena, Viborg Arbitri: Christiansen, Hesseldal |

| 27 septembrie 2018 21:00 | Danemarca | 24 – 21 | Franța   | Vibocold Arena, Viborg Asistență: 1.420 Arbitri: Covalciuc, Covalciuc |
| 27 septembrie 2018 21:00 | Jensen 5  | (14–9)  | Pineau 6 | Vibocold Arena, Viborg Asistență: 1.420 Arbitri: Covalciuc, Covalciuc |
| 27 septembrie 2018 21:00 | 4×        | Raport  | 2×       | Vibocold Arena, Viborg Asistență: 1.420 Arbitri: Covalciuc, Covalciuc |

| 29 septembrie 2018 14:00 | Franța    | 22 – 22 | Norvegia      | Ceres Arena, Aarhus Asistență: 450 Arbitri: Christiansen, Hesseldal |
| 29 septembrie 2018 14:00 | Horacek 7 | (9–14)  | Kristiansen 7 | Ceres Arena, Aarhus Asistență: 450 Arbitri: Christiansen, Hesseldal |
| 29 septembrie 2018 14:00 | 4×        | Raport  | 3×            | Ceres Arena, Aarhus Asistență: 450 Arbitri: Christiansen, Hesseldal |

| 29 septembrie 2018 16:10 | Danemarca      | 21 – 23 | Polonia  | Ceres Arena, Aarhus Arbitri: Covalciuc, Covalciuc |
| 29 septembrie 2018 16:10 | S. Jørgensen 8 | (14–12) | Achruk 5 | Ceres Arena, Aarhus Arbitri: Covalciuc, Covalciuc |
| 29 septembrie 2018 16:10 | Raport         |         |          | Ceres Arena, Aarhus Arbitri: Covalciuc, Covalciuc |

| 30 septembrie 2018 14:45 | Polonia           | 22 – 16 | Franța    | Forum Horsens, Horsens Asistență: 800 Arbitri: Christiansen, Hesseldal |
| 30 septembrie 2018 14:45 | patru jucătoare 3 | (9–10)  | Blonbou 4 | Forum Horsens, Horsens Asistență: 800 Arbitri: Christiansen, Hesseldal |
| 30 septembrie 2018 14:45 |                   | Raport  | 1×        | Forum Horsens, Horsens Asistență: 800 Arbitri: Christiansen, Hesseldal |

| 30 septembrie 2018 17:00 | Danemarca              | 20 – 25 | Norvegia      | Forum Horsens, Horsens Asistență: 2.736 Arbitri: Covalciuc, Covalciuc |
| 30 septembrie 2018 17:00 | S. Jørgensen, Hansen 4 | (12–14) | Kristiansen 6 | Forum Horsens, Horsens Asistență: 2.736 Arbitri: Covalciuc, Covalciuc |
| 30 septembrie 2018 17:00 | 2×                     | Raport  | 1×            | Forum Horsens, Horsens Asistență: 2.736 Arbitri: Covalciuc, Covalciuc |

## Etapa a II-a
Etapa a II-a a întrecerii feminine s-a desfășurat în Norvegia, între 22 și 25 noiembrie 2018, în Arena Telenor din Bærum, în cadrul Møbelringen Cup 2018. În afara Danemarcei, Franței și Norvegiei, echipele organizatoare, în etapa a II-a a fost invitată să participe și Ungaria.
Partidele au fost televizate de posturile TV2 Sport 2 și Sumo din Norvegia, beIN SPORTS MAX 9, beIN SPORTS 1, 2 și 3 din Franța și de TMC din Franța/Monaco.

### Sală
| Bærum                          |
| Arena Telenor 15.000 de locuri |
|                                |

### Partide
Desfășurarea partidelor și rezultatele:
| Echipa    | M | V | E | Î | GM | GP | G   | Pct |
| --------- | - | - | - | - | -- | -- | --- | --- |
| Norvegia  | 3 | 3 | 0 | 0 | 76 | 62 | +14 | 6   |
| Franța    | 3 | 2 | 0 | 1 | 62 | 61 | +1  | 4   |
| Danemarca | 3 | 1 | 0 | 2 | 65 | 66 | −1  | 2   |
| Ungaria   | 3 | 0 | 0 | 3 | 53 | 67 | −14 | 0   |

Programul de desfășurare de mai jos respectă ora locală a Norvegiei. (UTC+1)
| 22 septembrie 2018 18:15 | Norvegia               | 25 – 19 | Ungaria             | Arena Telenor, Oslo Asistență: 3.442 Arbitri: Mošorinski, Pandžić |
| 22 septembrie 2018 18:15 | Aune, Brattset, Løke 4 | (12–6)  | Kovacsics, Kovács 5 | Arena Telenor, Oslo Asistență: 3.442 Arbitri: Mošorinski, Pandžić |
| 22 septembrie 2018 18:15 | 3×                     | Raport  | 4×                  | Arena Telenor, Oslo Asistență: 3.442 Arbitri: Mošorinski, Pandžić |

| 22 septembrie 2018 21:00 | Franța      | 22 – 20 | Danemarca      | Arena Telenor, Oslo Asistență: 1.100 Arbitri: Fremstad, Pedersen |
| 22 septembrie 2018 21:00 | Lacrabère 4 | (11–10) | S. Jørgensen 5 | Arena Telenor, Oslo Asistență: 1.100 Arbitri: Fremstad, Pedersen |
| 22 septembrie 2018 21:00 | 3×          | Raport  | 6×             | Arena Telenor, Oslo Asistență: 1.100 Arbitri: Fremstad, Pedersen |

| 24 septembrie 2018 17:00 | Ungaria   | 18 – 19 | Franța                      | Arena Telenor, Oslo Asistență: 3.500 Arbitri: Borge, Nygren |
| 24 septembrie 2018 17:00 | Planéta 5 | (9–11)  | Dembélé Pavlović, Flippes 3 | Arena Telenor, Oslo Asistență: 3.500 Arbitri: Borge, Nygren |
| 24 septembrie 2018 17:00 | 2×        | Raport  | 4×                          | Arena Telenor, Oslo Asistență: 3.500 Arbitri: Borge, Nygren |

| 24 septembrie 2018 19:15 | Norvegia  | 28 – 22 | Danemarca | Arena Telenor, Oslo Asistență: 5.410 Arbitri: Mošorinski, Pandžić |
| 24 septembrie 2018 19:15 | Sulland 7 | (13–10) | Jensen 5  | Arena Telenor, Oslo Asistență: 5.410 Arbitri: Mošorinski, Pandžić |
| 24 septembrie 2018 19:15 | 4×        | Raport  | 7×        | Arena Telenor, Oslo Asistență: 5.410 Arbitri: Mošorinski, Pandžić |

| 25 septembrie 2018 16:00 | Danemarca | 23 – 16 | Ungaria   | Arena Telenor, Oslo Arbitri: Jørum, Kleven |
| 25 septembrie 2018 16:00 | Jensen 4  | (10-8)  | Planéta 5 | Arena Telenor, Oslo Arbitri: Jørum, Kleven |
| 25 septembrie 2018 16:00 | Raport    |         |           | Arena Telenor, Oslo Arbitri: Jørum, Kleven |

| 25 septembrie 2018 18:15 | Norvegia | 23 – 21 | Franța   | Arena Telenor, Oslo Asistență: 4.813 Arbitri: Mošorinski, Pandžić |
| 25 septembrie 2018 18:15 | Løke 7   | (14–9)  | Pineau 4 | Arena Telenor, Oslo Asistență: 4.813 Arbitri: Mošorinski, Pandžić |
| 25 septembrie 2018 18:15 | 5×       | Raport  | 3×       | Arena Telenor, Oslo Asistență: 4.813 Arbitri: Mošorinski, Pandžić |

### Echipa ideală (All Star Team)
Echipa ideală a Møbelringen Cup 2018 a fost anunțată pe 25 noiembrie 2018:
| Post                         | Handbalistă                   |
| ---------------------------- | ----------------------------- |
| Portar                       | Amandine Leynaud (FRA)        |
| Extremă stânga               | Siraba Dembélé Pavlović (FRA) |
| Inter stânga                 | Estelle Nze Minko (FRA)       |
| Pivot                        | Heidi Løke (NOR)              |
| Coordonator                  | Szimonetta Planéta (HUN)      |
| Inter dreapta                | Linn Jørum Sulland (NOR)      |
| Extremă dreapta              | Malin Aune (NOR)              |
| Jucătoarea competiției (MVP) | Silje Solberg (NOR)           |

## Etapa a III-a
Etapa a III-a a întrecerii feminine s-a desfășurat în Franța, între 21 și 24 martie 2019, în orașele Clermont-Ferrand și Boulazac. În afara Danemarcei, Franței și Norvegiei, echipele organizatoare, în etapa a III-a a fost invitată să participe și România. Programul etapei a III-a a fost confirmat pe 13 martie 2019.
Echipa Franței a fost anunțată pe 1 martie 2019. Lotul României a fost anunțat pe 8 martie 2019. Partidele au fost televizate de canalele televiziunii beIN SPORTS din Franța.

### Săli
| Clermont-Ferrand                  | Boulazac                 |
| Maison des Sports 4.540 de locuri | Le Palio 4.000 de locuri |
|                                   |                          |

### Partide
Desfășurarea partidelor și rezultatele:
| Echipa    | M | V | E | Î | GM | GP | G   | Pct |
| --------- | - | - | - | - | -- | -- | --- | --- |
| Norvegia  | 3 | 3 | 0 | 0 | 86 | 69 | +17 | 6   |
| Danemarca | 3 | 2 | 0 | 1 | 81 | 76 | +5  | 4   |
| Franța    | 3 | 1 | 0 | 2 | 72 | 67 | +5  | 2   |
| România   | 3 | 0 | 0 | 3 | 68 | 95 | −27 | 0   |

Programul de desfășurare de mai jos respectă ora locală a Franței. (UTC+1)
| 21 martie 2018 beIN SPORTS 318:00 | Norvegia  | 31 – 20 | Danemarca      | Maison des Sports, Clermont-Ferrand Arbitri: Carmaux, Mursch |
| 21 martie 2018 beIN SPORTS 318:00 | Arntzen 5 | (15–7)  | S. Jørgensen 5 | Maison des Sports, Clermont-Ferrand Arbitri: Carmaux, Mursch |
| 21 martie 2018 beIN SPORTS 318:00 | 2× 1×     | Raport  | 4× 2×          | Maison des Sports, Clermont-Ferrand Arbitri: Carmaux, Mursch |

| 21 martie 2018 beIN SPORTS 3, TVR 120:30 | Franța    | 28 – 18 | România  | Maison des Sports, Clermont-Ferrand Asistență: 4.213 Arbitri: Horváth, Marton |
| 21 martie 2018 beIN SPORTS 3, TVR 120:30 | Houette 9 | (15–8)  | Pintea 4 | Maison des Sports, Clermont-Ferrand Asistență: 4.213 Arbitri: Horváth, Marton |
| 21 martie 2018 beIN SPORTS 3, TVR 120:30 | 3× 1×     | Raport  | 5× 2×    | Maison des Sports, Clermont-Ferrand Asistență: 4.213 Arbitri: Horváth, Marton |

| 23 martie 2018 beIN SPORTS 1, TVR 117:00 | Norvegia  | 31 – 27 | România  | Le Palio, Boulazac Arbitri: Gasmi, Gasmi |
| 23 martie 2018 beIN SPORTS 1, TVR 117:00 | Arntzen 8 | (16–15) | Pintea 8 | Le Palio, Boulazac Arbitri: Gasmi, Gasmi |
| 23 martie 2018 beIN SPORTS 1, TVR 117:00 | 1×        | Raport  | 3×       | Le Palio, Boulazac Arbitri: Gasmi, Gasmi |

| 23 martie 2018 beIN SPORTS 120:00 | Franța      | 22 – 25 | Danemarca | Le Palio, Boulazac Asistență: 3.700 Arbitri: Horváth, Marton |
| 23 martie 2018 beIN SPORTS 120:00 | Lacrabère 4 | (12–12) | Hansen 7  | Le Palio, Boulazac Asistență: 3.700 Arbitri: Horváth, Marton |
| 23 martie 2018 beIN SPORTS 120:00 | 4× 2×       | Raport  | 4× 1×     | Le Palio, Boulazac Asistență: 3.700 Arbitri: Horváth, Marton |

| 24 martie 2018 beIN SPORTS 1, TVR 115:00 | Danemarca                | 36 – 23 | România  | Le Palio, Boulazac Arbitri: Gasmi, Gasmi |
| 24 martie 2018 beIN SPORTS 1, TVR 115:00 | Haugsted, S. Jørgensen 5 | (15–13) | Ostase 5 | Le Palio, Boulazac Arbitri: Gasmi, Gasmi |
| 24 martie 2018 beIN SPORTS 1, TVR 115:00 | 3× 2×                    | Raport  | 3× 2×    | Le Palio, Boulazac Arbitri: Gasmi, Gasmi |

| 24 martie 2018 beIN SPORTS 118:00 | Franța    | 22 – 24 | Norvegia  | Le Palio, Boulazac Asistență: 3.700 Arbitri: Horváth, Marton |
| 24 martie 2018 beIN SPORTS 118:00 | Houette 8 | (11–11) | Reistad 6 | Le Palio, Boulazac Asistență: 3.700 Arbitri: Horváth, Marton |
| 24 martie 2018 beIN SPORTS 118:00 | 1×        | Raport  | 5×        | Le Palio, Boulazac Asistență: 3.700 Arbitri: Horváth, Marton |